# Nekrolog 3. Quartal 1950
Nekrolog
◄◄
| ◄
| 1946
| 1947
| 1948
| 1949
| 1950 | 1951 | 1952 | 1953 | 1954 | ► | ►►
1. Quartal |
2. Quartal |
3. Quartal |
4. Quartal 1950
Weitere Ereignisse | Allgemeiner Nekrolog 1950
Die Beschreibung der verstorbenen Person sollte so kurz wie möglich gehalten sein und nur deren signifikante Tätigkeit(en) enthalten.
Neue Namen ggf. auch unter dem Geburts- und Sterbedatum, also etwa unter 1. Januar und im Geburts- und Sterbejahr (2024) eintragen (nur bei entsprechender großer Wichtigkeit). Für Beispiele siehe die schon vorhandenen Artikel.
Außerdem über die fünf zuletzt Verstorbenen, zu denen es einen ausreichend guten Artikel für eine Präsentation auf der Hauptseite gibt, nach der todesbedingten Überarbeitung der Artikel ggf. auch unter Wikipedia Diskussion:Hauptseite informieren und sie am besten auch in den anderen Wikipedia-Sprachversionen eintragen. Tipp: Regelmäßig bei news.google.de nach „ist tot“, „gestorben“ oder „verstorben“ suchen.
Wenn eine Person gestorben ist, gibt es viele Seiten zu dieser Person in der Wikipedia, die davon auch betroffen sind und entsprechend aktualisiert werden müssen. Beispiele: Namenübersichtsseite, Geburtsjahr, Geburtsort-Seiten und viele mehr.
Wie finde ich die betroffenen Seiten?
Im Suchfeld auf der linken Seite gibt man den Suchbegriff so ein: „Vorname Nachname“. Dann klickt man auf Volltext und alle Seiten mit entsprechendem Suchtext werden aufgerufen. Hier sieht man dann schnell, wo auch das Todesjahr Sinn macht oder sogar ein Teil des Artikels angepasst werden muss. Auch hilft das „Werkzeug“ auf der linken Seite sehr gut, um solche Seiten aufzufinden: „Links auf diese Seite“. Somit ist die Wikipedia wieder aktuell in allen Bereichen! Hinweis: bei Eintragung der Kategorie „Gestorben JAHR“ wird der Missbrauchsfilter 49 ausgelöst, was jedoch nicht schlimm ist. Siehe: Spezial:Missbrauchsfilter/49
Dies ist eine Liste von im dritten Quartal 1950 verstorbenen bekannten Persönlichkeiten. Die Einträge erfolgen innerhalb der einzelnen Daten alphabetisch sortiert. Tiere sind im Nekrolog für Tiere zu finden.

## Juli
| Tag      | Name                                 | Beruf, bekannt als                                                                               | Alter | Beleg |
| -------- | ------------------------------------ | ------------------------------------------------------------------------------------------------ | ----- | ----- |
| 1. Juli  | Pjotr Spiridonowitsch Agafoschin     | russischer Gitarrist und Musikpädagoge                                                           | 75    |       |
| 1. Juli  | Buddy DeSylva                        | US-amerikanischer Liedtexter, Dramatiker, Drehbuchautor und Filmproduzent                        | 55    |       |
| 1. Juli  | Émile Jaques-Dalcroze                | Schweizer Komponist und Musikpädagoge                                                            | 84    |       |
| 1. Juli  | Fryderyk Pautsch                     | polnischer Maler und Hochschullehrer                                                             | 72    |       |
| 1. Juli  | Eliel Saarinen                       | finnischer Architekt und Stadtplaner                                                             | 76    |       |
| 1. Juli  | Oskar Schiele                        | deutscher Schwimmer                                                                              | 61    |       |
| 1. Juli  | Hugo Simon                           | deutscher Bankier und Politiker (USPD)                                                           | 69    |       |
| 2. Juli  | Oskar Dénes                          | ungarischer Schauspieler und Sänger                                                              | 59    |       |
| 2. Juli  | Rudolf Klug                          | österreichischer Forstrat                                                                        | 85    |       |
| 2. Juli  | Eligio Pometta                       | Schweizer Politiker und Heimatforscher                                                           | 84    |       |
| 2. Juli  | Ludwig Rahlfs                        | deutscher Komponist, Musikpädagoge und Lehrer                                                    | 87    |       |
| 2. Juli  | Rudolf Troeltsch                     | deutscher Generalstaatsanwalt und Autor                                                          | 80    |       |
| 3. Juli  | Alois Außerer                        | österreichischer Priester und Dramatiker                                                         | 73    |       |
| 3. Juli  | Hans Fritsch                         | österreichischer Radiologe und Schriftsteller                                                    | 68    |       |
| 3. Juli  | John Lindsay                         | US-amerikanischer Jazzmusiker (Bass, Posaune)                                                    | 55    |       |
| 3. Juli  | Ada May Plante                       | australische Malerin                                                                             | 75    |       |
| 3. Juli  | Heinrich Sültmann                    | deutscher Pfarrer und Heimatforscher                                                             | 75    |       |
| 3. Juli  | David Whitworth                      | britischer Motorradrennfahrer                                                                    |       |       |
| 4. Juli  | Otto Diem                            | Schweizer Psychiater und Neurologe                                                               | 75    |       |
| 4. Juli  | Hans Kölle                           | deutscher Gartenarchitekt                                                                        | 70    |       |
| 4. Juli  | Lee Geun-seok                        | südkoreanischer Brigadegeneral                                                                   | 33    |       |
| 5. Juli  | Thomas William Burgess               | britischer Schwimmer und Schwimmtrainer                                                          | 78    |       |
| 5. Juli  | Salvatore Giuliano                   | sizilianischer Bandit und Volksheld                                                              | 27    |       |
| 5. Juli  | Johann Meyer                         | deutscher Politiker (KPD), MdR                                                                   | 61    |       |
| 5. Juli  | Robert Spears                        | australischer Radrennfahrer                                                                      | 56    |       |
| 5. Juli  | Franz Stammer                        | deutscher Politiker                                                                              | 68    |       |
| 6. Juli  | Philip Chetwode, 1. Baron Chetwode   | britischer General und Kavallerieoffizier während des Ersten Weltkriegs                          | 80    |       |
| 6. Juli  | Georg Erler                          | deutscher Künstler                                                                               | 78    |       |
| 6. Juli  | Guy Gilpatric                        | US-amerikanischer Drehbuchautor                                                                  | 54    |       |
| 6. Juli  | Serhij Tymoschenko                   | ukrainischer Architekt                                                                           | 69    |       |
| 6. Juli  | Joseph Würschmidt                    | deutscher Physiker                                                                               | 64    |       |
| 7. Juli  | Mario Arisio                         | italienischer Generalleutnant                                                                    | 65    |       |
| 7. Juli  | Niels Bukh                           | Begründer der dänischen Gymnastik                                                                | 70    |       |
| 7. Juli  | Hans Herbert Grimm                   | deutscher Lehrer und Autor                                                                       | 54    |       |
| 7. Juli  | Hugh Grogan                          | US-amerikanischer Lacrossespieler                                                                | 77    |       |
| 7. Juli  | Meinert Löffler                      | deutscher Gemeindevorsteher von Hammersbeck                                                      | 78    |       |
| 7. Juli  | Fats Navarro                         | US-amerikanischer Jazztrompeter                                                                  | 26    |       |
| 7. Juli  | Manuela Porto                        | portugiesische Schauspielerin, Theaterkritikerin, Dichterin, Übersetzerin und Feministin         | 42    |       |
| 7. Juli  | Josef Spielmann                      | deutscher Politiker (Wirtschaftspartei), MdL                                                     | 64    |       |
| 7. Juli  | Richard Stribeck                     | deutscher Maschinenbau-Ingenieur                                                                 | 89    |       |
| 8. Juli  | Walter Jesinghaus                    | deutscher Lehrer und Philosoph                                                                   | 78    |       |
| 8. Juli  | Othmar Spann                         | österreichischer Nationalökonom, Soziologe und Philosoph                                         | 71    |       |
| 9. Juli  | Harry Ludewig                        | deutscher Jurist und Beamter                                                                     | 75    |       |
| 9. Juli  | Ismail Sidqi Pascha                  | ägyptischer Premierminister                                                                      |       |       |
| 10. Juli | Friedrich Bering                     | deutscher Dermatologe und Hochschullehrer                                                        | 72    |       |
| 10. Juli | Witali Grigorjewitsch Chlopin        | sowjetischer Radiochemiker                                                                       | 60    |       |
| 10. Juli | Hans Glaser                          | österreichischer Architekt                                                                       | 76    |       |
| 10. Juli | Bernhard Hauff                       | deutscher Präparator und Fossiliensammler                                                        | 84    |       |
| 11. Juli | Arthur William Conway                | irischer Mathematiker und Physiker                                                               | 74    |       |
| 11. Juli | John Fowler                          | englischer Fußballschiedsrichter                                                                 | 70    |       |
| 11. Juli | Josef Lowatschek                     | österreichischer Politiker (CSP), Landtagsabgeordneter                                           | 71    |       |
| 11. Juli | Lauri Tanner                         | finnischer Turner und Fußballspieler                                                             | 60    |       |
| 12. Juli | Mostafa Adl                          | persischer Jurist, Rechtsprofessor, Minister, Diplomat und Senator                               |       |       |
| 12. Juli | Paul Chalamel                        | französischer Automobilrennfahrer                                                                | 65    |       |
| 12. Juli | Elsie de Wolfe                       | US-amerikanische Innenarchitektin                                                                | 84    |       |
| 12. Juli | Kurt Herrmann                        | deutscher Politiker (LDPD)                                                                       | 47    |       |
| 12. Juli | Karl Wüstenhagen                     | deutscher Schauspieler, Regisseur und Intendant                                                  | 56    |       |
| 13. Juli | Fernand Angel                        | französischer Herpetologe und Ichthyologe                                                        | 69    |       |
| 13. Juli | Hermann Höger                        | deutscher Architekt                                                                              | 68    |       |
| 13. Juli | Henry L. Jost                        | US-amerikanischer Politiker                                                                      | 76    |       |
| 13. Juli | Heinrich Königsdorf                  | deutscher Maler und Jurist                                                                       | 72    |       |
| 13. Juli | Ernst Kratzmann                      | österreichischer Autor                                                                           | 60    |       |
| 13. Juli | Abram Alexandrowitsch Sluzkin        | sowjetischer Physiker                                                                            | 58    |       |
| 13. Juli | Gustaf Svensson                      | schwedischer Segler                                                                              | 68    |       |
| 13. Juli | Raymond Weill                        | französischer Ägyptologe                                                                         | 76    |       |
| 14. Juli | Emil Frankfurter                     | deutsch-österreichischer, jüdischer Journalist                                                   | 74    |       |
| 14. Juli | Apirana Ngata                        | neuseeländischer Politiker                                                                       | 76    |       |
| 14. Juli | Rolf Niczky                          | deutscher Maler, Grafiker und Illustrator                                                        | 69    |       |
| 14. Juli | Adrien Segers                        | belgischer Maler der École de Rouen                                                              | 73    |       |
| 15. Juli | Rudolf Arnold                        | deutscher kommunistischer KZ-Häftling und Mitarbeiter des Thüringer Innenministeriums            | 53    |       |
| 15. Juli | Wilfred Edwards                      | britischer Schwimmer und Wasserballspieler                                                       | 60    |       |
| 15. Juli | Heinz-Wolfgang Schnaufer             | deutscher Major und Pilot der Wehrmacht                                                          | 28    |       |
| 15. Juli | August Wilde                         | deutscher Maler und Kunsterzieher                                                                | 67    |       |
| 16. Juli | Herman Felhoelter                    | US-amerikanischer Franziskanerpater und „Kriegsheld“                                             | 36    |       |
| 16. Juli | Helene von Krauß                     | österreichische Malerin                                                                          | 80    |       |
| 16. Juli | Kaspar Winter                        | deutscher Politiker, Landtagsabgeordneter Volksstaat Hessen                                      | 81    |       |
| 16. Juli | Reinhold Wulle                       | völkischer Publizist und Politiker (DNVP, DVFP, NSFP), MdR                                       | 67    |       |
| 17. Juli | Evangeline Booth                     | britische Generalin der Heilsarmee (1934–1939)                                                   | 84    |       |
| 17. Juli | Wilhelm Mayer                        | deutscher Offizier, zuletzt General der Flieger im Zweiten Weltkrieg                             | 63    |       |
| 17. Juli | Georg Quabbe                         | deutscher Rechtsanwalt und Schriftsteller                                                        | 63    |       |
| 18. Juli | Fritz Druckseis                      | niederbayerischer Heimatdichter                                                                  | 77    |       |
| 18. Juli | Gedeon Fritz                         | österreichischer Politiker (ÖVP), Landtagsabgeordneter zum Vorarlberger Landtag                  | 58    |       |
| 18. Juli | Gheorghe Grigorovici                 | rumänischer Politiker, Mitglied des Österreichischen Abgeordnetenhauses                          | 79    |       |
| 18. Juli | Alfredo Jones Brown                  | uruguayischer Architekt                                                                          | 73    |       |
| 18. Juli | Anton Retschek                       | österreichischer Diplomat                                                                        | 65    |       |
| 18. Juli | Albert Salm                          | deutscher Politiker (SPD)                                                                        | 68    |       |
| 18. Juli | Mignon Talbot                        | US-amerikanische Paläontologin und Geologin                                                      | 80    |       |
| 19. Juli | Ernst Felix von Freymann             | Industrieller und finnischer Freiheitskämpfer                                                    | 69    |       |
| 19. Juli | Henri Miro                           | kanadischer Komponist                                                                            | 70    |       |
| 19. Juli | Arthur Newton                        | US-amerikanischer Langstreckenläufer                                                             | 67    |       |
| 19. Juli | Walter von Schleinitz                | deutscher Offizier, zuletzt General der Infanterie sowie Ritter des Pour le Mérite               | 77    |       |
| 19. Juli | Karl Thomann                         | Violinist und Pädagoge                                                                           | 50    |       |
| 19. Juli | Gottfried Wehrenfennig               | österreichisch-sudetendeutscher Pfarrer und Bundesführer des Bundes der Deutschen                | 77    |       |
| 20. Juli | Leonid Breitfuß                      | deutscher Meeresbiologe und Polarforscher                                                        | 85    |       |
| 20. Juli | Alfred Kastil                        | österreichischer Philosoph und Hochschullehrer                                                   | 76    |       |
| 20. Juli | Franz Leonhard                       | deutscher Rechtswissenschaftler; Ordinarius in Marburg                                           | 79    |       |
| 20. Juli | Albert Riemenschneider               | US-amerikanischer Bachforscher und Musikpädagoge                                                 | 71    |       |
| 20. Juli | Hubert Stierling                     | deutscher Philologe, Kunsthistoriker und Museumsleiter                                           | 68    |       |
| 21. Juli | Edwin Feyerfeil                      | tschechoslowakischer Politiker (DNP)                                                             | 63    |       |
| 21. Juli | Rex Ingram                           | US-amerikanischer Filmregisseur irischer Herkunft                                                | 58    |       |
| 21. Juli | Augustus McCloskey                   | US-amerikanischer Politiker                                                                      | 72    |       |
| 21. Juli | John C. Woods                        | US-amerikanischer Master Sergeant und Henker der 3. US-Armee (United States Army)                | 39    |       |
| 22. Juli | William Lyon Mackenzie King          | kanadischer Premierminister, Parteichef der Liberalen                                            | 75    |       |
| 22. Juli | Gustav Mori                          | deutscher Drucker, Schriftgusstechniker und Druckforscher                                        | 78    |       |
| 22. Juli | Hermann Mulert                       | deutscher evangelischer Theologe                                                                 | 71    |       |
| 22. Juli | Wjatscheslaw Wassiljewitsch Stepanow | russischer Mathematiker                                                                          | 60    |       |
| 22. Juli | Anton von Tubeuf                     | deutscher Offizier                                                                               | 80    |       |
| 22. Juli | Eduard Weiß                          | deutscher Kommunalpolitiker                                                                      | 80    |       |
| 23. Juli | Otto Hamel                           | deutscher Maler                                                                                  | 84    |       |
| 23. Juli | Curt Hoff                            | deutscher Politiker (DVP), MdR                                                                   | 62    |       |
| 23. Juli | Frederick A. Kolster                 | US-amerikanischer Radiopionier                                                                   | 67    |       |
| 23. Juli | Edith Rigby                          | englisch-britische Suffragette                                                                   | 77    |       |
| 23. Juli | Tōgō Shigenori                       | japanischer Politiker und Diplomat                                                               | 67    |       |
| 23. Juli | Hans Zurbriggen                      | Schweizer Skisportler                                                                            | 30    |       |
| 24. Juli | Ferdinand David                      | deutscher Jurist und Kommunalpolitiker                                                           | 65    |       |
| 24. Juli | Alfred Roth                          | deutscher Schriftsteller, Prediger und Vorsitzender des Hessen-Nassauischen Gemeinschaftsvereins | 67    |       |
| 24. Juli | Zeffie Tilbury                       | britische Schauspielerin                                                                         | 86    |       |
| 25. Juli | Olle Ericsson                        | schwedischer Sportschütze                                                                        | 60    |       |
| 25. Juli | Luis Insam                           | italienischer Bildhauer (Südtirol)                                                               | 49    |       |
| 25. Juli | Elisabeth Langgässer                 | deutsche Schriftstellerin                                                                        | 51    |       |
| 25. Juli | José Lorenzo Pesquera                | puerto-ricanischer Politiker                                                                     | 67    |       |
| 26. Juli | Freddy Gardner                       | britischer Jazzmusiker und Bandleader                                                            |       |       |
| 26. Juli | Papa Charlie McCoy                   | US-amerikanischer Blues-Musiker (Gitarre und Mandoline)                                          | 41    |       |
| 26. Juli | Eduard Thöny                         | österreichischer Zeichner und Karikaturist                                                       | 84    |       |
| 27. Juli | Bernhard Ellend                      | österreichischer Fabrikant und Politiker (CS), Abgeordneter zum Nationalrat                      | 80    |       |
| 27. Juli | Alfred Haas                          | deutscher Historiker, Volkskundler und Gymnasiallehrer                                           | 90    |       |
| 28. Juli | Saul Hertz                           | US-amerikanischer Mediziner                                                                      | 45    |       |
| 28. Juli | Wilhelm Kösters                      | deutscher Physiker und Metrologe                                                                 | 74    |       |
| 28. Juli | Richard Arthur Nüscheler             | Schweizer Glasmaler, Maler, Heraldiker und Restaurator                                           | 73    |       |
| 28. Juli | Karl Rost                            | deutscher Politiker (KPD), MdL (Volksstaat Hessen)                                               | 47    |       |
| 28. Juli | Heinrich Walther                     | deutscher Gynäkologe                                                                             | 84    |       |
| 29. Juli | Gérald Desmarais                     | kanadischer Sänger und Chorleiter                                                                | 44    |       |
| 29. Juli | Joe Fry                              | britischer Rennfahrer                                                                            | 34    |       |
| 30. Juli | Saly Mayer                           | Schweizer Textilunternehmer und Politiker (FDP)                                                  | 68    |       |
| 30. Juli | Rudolf Puls                          | deutscher Pädagoge, Verwaltungsbeamter und Politiker (SPD)                                       | 71    |       |
| 30. Juli | Guilhermina Suggia                   | portugiesische Cellistin                                                                         | 65    |       |
| 30. Juli | Alfred Wiłkomirski                   | polnischer Geiger, Bratschist und Musikpädagoge                                                  | 77    |       |
| 31. Juli | Hans Effenberger                     | Autor, Komponist, Sänger, Übersetzer                                                             | 66    |       |
| 31. Juli | Cornelis Johannes van der Aa         | niederländischer Maler und Kunsthändler                                                          | 67    |       |
| 31. Juli | Imre Alfréd Erőss                    | römisch-katholischer Bischof                                                                     | 41    |       |
| 31. Juli | Werner Ulrici                        | deutscher Verwaltungsjurist                                                                      | 72    |       |

## August
| Tag        | Name                               | Beruf, bekannt als                                                                                             | Alter | Beleg |
| ---------- | ---------------------------------- | --- | ----- | ----- |
| 1. August  | Alvin Burroughs                    | US-amerikanischer Jazz-Schlagzeuger                                                                            | 38    |       |
| 1. August  | Heinrich Eisenbarth                | deutscher Politiker (SPD), MdHB, Hamburger Senator                                                             | 66    |       |
| 1. August  | Humphrey Mitchell                  | Politiker der Liberalen Partei Kanadas                                                                         | 55    |       |
| 1. August  | Sidney Pullen                      | brasilianischer Fußballnationalspieler                                                                         | 55    |       |
| 2. August  | Alberto Costa                      | italienischer Geistlicher, Bischof von Lecce                                                                   | 77    |       |
| 2. August  | Max Gentzen                        | deutscher Arzt in Königsberg (Preußen)                                                                         | 70    |       |
| 2. August  | Luigi Lavitrano                    | italienischer Geistlicher, Erzbischof von Palermo und Kurienkardinal der römisch-katholischen Kirche           | 76    |       |
| 2. August  | Sigmund Nunberg                    | deutscher Schauspieler                                                                                         | 71    |       |
| 2. August  | Alexander Posch                    | deutscher Künstler                                                                                             | 60    |       |
| 3. August  | Martha Matilda Harper              | US-amerikanische Kosmetikunternehmerin, Pionierin der Haarpflege                                               |       |       |
| 3. August  | Ture Hedman                        | schwedischer Turner                                                                                            | 54    |       |
| 3. August  | Richard Lenel                      | deutscher Industriepionier                                                                                     | 81    |       |
| 3. August  | Lambert Zauner                     | österreichischer Geistlicher und Abt des Stiftes Lambach (1932–1946)                                           | 64    |       |
| 4. August  | Charles Genequand                  | Schweizer evangelischer Geistlicher                                                                            | 81    |       |
| 4. August  | Günther Krampf                     | österreichischer Kameramann                                                                                    | 51    |       |
| 4. August  | Gottlieb Olpp                      | deutscher Tropenmediziner                                                                                      | 78    |       |
| 4. August  | Robert Randau                      | französischer Kolonialbeamter, Ethnologe und Schriftsteller                                                    | 77    |       |
| 4. August  | Adolphe Tabarant                   | französischer Journalist und Kunsthistoriker                                                                   | 86    |       |
| 5. August  | Emil Abderhalden                   | Schweizer Physiologe und Entdecker der spezifischen Abderhaldenschen Abwehrfermente                            | 73    |       |
| 5. August  | William Emerson Brock              | US-amerikanischer Politiker                                                                                    | 78    |       |
| 5. August  | Tadeusz Kański                     | polnischer Theater- und Filmschauspieler und Filmregisseur                                                     | 48    |       |
| 5. August  | Sergei Semjonowitsch Namjotkin     | russischer Chemiker                                                                                            | 74    |       |
| 5. August  | John Sibbit                        | britischer Radrennfahrer, Radsporttrainer und -funktionär                                                      | 55    |       |
| 5. August  | Rosa Wladimirowna Tamarkina        | russische Pianistin und Hochschullehrerin                                                                      | 30    |       |
| 6. August  | Gopinath Bordoloi                  | indischer Politiker                                                                                            | 60    |       |
| 6. August  | Richard van Helvoirt-Pél           | niederländischer Opernsänger                                                                                   | 76    |       |
| 6. August  | Francisco José Urrutia             | kolumbianischer Jurist, Diplomat und Politiker                                                                 | 80    |       |
| 7. August  | Dorothy Bar-Adon                   | israelische Journalistin                                                                                       | 43    |       |
| 7. August  | Hippolytus Böhlen                  | deutscher Autor und Franziskaner                                                                               | 71    |       |
| 7. August  | Ernst Degenhardt                   | deutscher Politiker (DDP, CDU), MdBB                                                                           | 73    |       |
| 7. August  | Alfons Proske                      | deutscher Verwaltungsjurist                                                                                    | 69    |       |
| 7. August  | Theodor Thannhäuser                | deutscher Politiker; Bürgermeister in Salzgitter                                                               | 81    |       |
| 8. August  | Walter Bubert                      | deutscher Politiker (SPD), MdR, MdL                                                                            | 64    |       |
| 8. August  | Nikolai Jakowlewitsch Mjaskowski   | russischer Komponist                                                                                           | 69    |       |
| 8. August  | Gustav Olsen                       | grönländischer Pastor, Missionar und Schriftsteller                                                            | 71    |       |
| 8. August  | Saya Tin                           | birmanischer Musiker und Komponist                                                                             | 56    |       |
| 9. August  | Rudolf Fueter                      | Schweizer Mathematiker                                                                                         | 70    |       |
| 9. August  | Ernst Hollstein                    | deutscher Fußballspieler                                                                                       | 63    |       |
| 9. August  | William Martensen                  | deutscher Pastor und Heimatforscher                                                                            | 91    |       |
| 9. August  | Philipp Schmitt                    | deutscher SS-Sturmbannführer, als Kriegsverbrecher in Belgien hingerichtet                                     | 47    |       |
| 9. August  | Jock Stewart                       | britischer Bahnradsportler                                                                                     | 66    |       |
| 10. August | Franz Kiederich                    | deutscher Maler                                                                                                | 77    |       |
| 10. August | Maria Odermatt                     | Schweizer Politiker (KVP)                                                                                      | 83    |       |
| 10. August | Khemchand Prakash                  | indischer Filmkomponist des Hindi-Films                                                                        | 42    |       |
| 10. August | Eva Schütz                         | deutsche römisch-katholische Ordensfrau, Missionarin und Märtyrin                                              | 51    |       |
| 10. August | Tadeusz Tomaszewski                | polnischer Politiker; Ministerpräsident Polens (Exilregierung)                                                 | 68    |       |
| 10. August | Adolf Wilhelm                      | österreichischer Epigraphiker und klassischer Philologe                                                        | 85    |       |
| 11. August | Hans Holldack                      | deutscher Landtechniker                                                                                        | 70    |       |
| 12. August | Saw Ba U Gyi                       | birmanischer Politiker, Jurist und erste Präsident der Karen National Union                                    |       |       |
| 12. August | Otto Storm                         | österreichischer Operetten-Sänger und Schauspieler                                                             | 76    |       |
| 13. August | Robert Friedlaender-Prechtl        | österreichisch-deutscher Unternehmer, Publizist und Schriftsteller                                             | 76    |       |
| 13. August | Urbain Heintz                      | luxemburgischer Radrennfahrer                                                                                  | 32    |       |
| 13. August | Waldemar Reeder                    | deutscher Politiker (SSW), MdL                                                                                 | 57    |       |
| 14. August | Julius Dehne                       | deutscher Jurist, Verwaltungsbeamter und Politiker (DDP, DStP), MdL, Minister                                  | 77    |       |
| 14. August | Willrath Dreesen                   | deutscher Politiker                                                                                            | 72    |       |
| 14. August | Gustav Langweg                     | Oberbürgermeister der Stadt Mülheim an der Ruhr                                                                | 53    |       |
| 14. August | Angelo Simonetti                   | italienischer Geistlicher, Bischof von Pescia                                                                  | 89    |       |
| 15. August | Rudolf Korte                       | deutscher Gartenbauwissenschaftler                                                                             | 72    |       |
| 15. August | Josef Lorenzl                      | österreichischer Bildhauer und Keramiker des Art déco                                                          | 57    |       |
| 15. August | Alice Vanderbilt Morris            | Mitglied der Vanderbilt-Familie                                                                                | 75    |       |
| 15. August | Cyril Tenison White                | australischer Botaniker                                                                                        | 59    |       |
| 16. August | Paul Beumers                       | deutscher Gold- und Silberschmied sowie Emailleur                                                              | 85    |       |
| 16. August | Douglas Hogg, 1. Viscount Hailsham | britischer Jurist und Politiker, Mitglied des House of Commons                                                 | 78    |       |
| 16. August | Elsa Moeschlin-Hammar              | schwedisch-schweizerische Malerin, Grafikerin, Illustratorin und Autorin                                       | 71    |       |
| 17. August | Josef Fuchsbüchler                 | deutscher Brauereibesitzer und Kommunalpolitiker                                                               | 66    |       |
| 17. August | Doris Krüger                       | deutsche Schauspielerin                                                                                        | 36    |       |
| 17. August | Theodor Rehbock                    | deutscher Wasserbauingenieur und Hochschullehrer                                                               | 86    |       |
| 18. August | Julien Lahaut                      | belgischer Politiker und kommunistischer Aktivist                                                              | 65    |       |
| 18. August | Walter Hubert Weiss                | deutscher Jazz- und Bigband-Musiker                                                                            | 40    |       |
| 19. August | Charles Gustav Binderup            | US-amerikanischer Politiker                                                                                    | 77    |       |
| 19. August | Black Elk                          | Medizinmann der Oglala-Lakota-Indianer                                                                         | 86    |       |
| 19. August | Giovanni Giorgi                    | italienischer Physiker und Mathematiker                                                                        | 78    |       |
| 19. August | Theodor Ritte                      | deutscher Klavierpädagoge, Komponist und Dirigent                                                              | 84    |       |
| 21. August | Edward Capps                       | US-amerikanischer klassischer Philologe                                                                        | 83    |       |
| 21. August | Friedrich Gorius                   | deutscher Jurist und Verwaltungsbeamter                                                                        | 72    |       |
| 21. August | Wilhelm Meyer                      | deutscher Landwirt und Politiker (NSDAP), MdL                                                                  | 60    |       |
| 21. August | William F. Petersen                | US-amerikanischer Mediziner                                                                                    | 63    |       |
| 22. August | Jan Johannes Blanksma              | niederländischer Chemiker                                                                                      | 75    |       |
| 22. August | Gregor Goldbacher                  | österreichischer Lehrer, Mundartdichter und Heimatforscher                                                     | 74    |       |
| 22. August | Ferdinand Herbst                   | deutscher evangelischer Theologe                                                                               | 60    |       |
| 22. August | Richard Roht                       | estnischer Schriftsteller                                                                                      | 59    |       |
| 23. August | Dionisio Anzilotti                 | italienischer Jurist und Präsident des Ständigen Internationalen Gerichtshofs                                  | 83    |       |
| 23. August | Gladys Casely-Hayford              | ghanaisch-sierra-leonische Schriftstellerin, Dichterin und Künstlerin                                          | 46    |       |
| 23. August | Richard Parke                      | US-amerikanischer Bobfahrer                                                                                    | 56    |       |
| 23. August | Christian Weisensee                | deutscher Finanzbeamter                                                                                        | 67    |       |
| 24. August | Arturo Alessandri                  | chilenischer Politiker                                                                                         | 81    |       |
| 24. August | Becher Gale                        | kanadischer Ruderer                                                                                            | 63    |       |
| 24. August | Grigori Iwanowitsch Kulik          | sowjetischer Offizier, zuletzt Marschall der Sowjetunion und Stellvertretender Volkskommissar für Verteidigung | 59    |       |
| 24. August | Ernst Wiechert                     | deutscher Schriftsteller                                                                                       | 63    |       |
| 25. August | Dezyderiusz Danczowski             | polnischer Cellist und Musikpädagoge                                                                           | 59    |       |
| 25. August | Johannes Nellissen                 | deutscher Architekt                                                                                            | 71    |       |
| 25. August | Emil Müry-Dietschi                 | Schweizer Unternehmer und Politiker (LPS)                                                                      | 78    |       |
| 25. August | Hellmuth Ulrici                    | deutscher Arzt und Klinikdirektor                                                                              | 75    |       |
| 25. August | Karl Weiner                        | deutscher Gewerkschafter und Politiker (SPD), MdL                                                              | 78    |       |
| 26. August | Giuseppe De Luca                   | italienischer Opernsänger (Bariton) und Gesangspädagoge                                                        | 73    |       |
| 26. August | Ignaz Dörfler                      | österreichischer Botaniker                                                                                     | 84    |       |
| 26. August | Samuel Guyer                       | Schweizer Kunsthistoriker                                                                                      | 71    |       |
| 26. August | Carl Härle                         | deutscher Industriemanager und Werksdirektor                                                                   | 71    |       |
| 26. August | Ransom Eli Olds                    | Gründer des Automobilherstellers Oldsmobile                                                                    | 86    |       |
| 26. August | Charles Wynford Parsons            | britischer Zoologe                                                                                             | 49    |       |
| 26. August | Jakob Rosner                       | israelischer Fotograf                                                                                          |       |       |
| 26. August | Willi Wohlberedt                   | deutscher Heimatforscher                                                                                       | 72    |       |
| 27. August | Torsten Bohlin                     | schwedischer Theologe und Bischof                                                                              | 60    |       |
| 27. August | Harry Engel                        | deutscher Fußballspieler                                                                                       | 58    |       |
| 27. August | Cesare Pavese                      | italienischer Schriftsteller                                                                                   | 41    |       |
| 28. August | Wilhelm Deffke                     | deutscher Gebrauchsgrafiker und Werbekünstler                                                                  | 63    |       |
| 28. August | Ernst Löwenstein                   | tschechisch-österreichischer Mediziner und Hochschullehrer                                                     | 72    |       |
| 29. August | Heinrich Brauer                    | Gründer des Arbeiter-Samariter-Bundes in Hamburg                                                               | 76    |       |
| 29. August | Ambrose Jerome Kennedy             | US-amerikanischer Politiker                                                                                    | 57    |       |
| 29. August | Albert Michael Koeniger            | deutscher Kirchenhistoriker und Kanonist                                                                       | 76    |       |
| 29. August | Hermann Sinsheimer                 | deutscher Jurist jüdischer Glaubenstradition, Journalist, Theaterkritiker und Schriftsteller                   | 67    |       |
| 30. August | Günther Just                       | deutscher Zoologe und Erbbiologe                                                                               | 58    |       |
| 30. August | Patrick Keohane                    | irischer Marineoffizier und Polarforscher                                                                      | 72    |       |
| 30. August | Alexander Köckert                  | deutscher Schauspieler                                                                                         | 61    |       |
| 30. August | Frank L. Smith                     | US-amerikanischer Politiker                                                                                    | 82    |       |
| 31. August | Alfred L. Bulwinkle                | US-amerikanischer Politiker                                                                                    | 67    |       |
| 31. August | Gustav Jourdan                     | deutscher Künstler und Hochschullehrer                                                                         | 66    |       |
| 31. August | Jürgen Jürgensen                   | deutscher Gewerkschafter und Politiker (USPD, SPD), MdL                                                        | 67    |       |
| 31. August | Adele Kment                        | österreichische Schriftstellerin                                                                               | 69    |       |
| 31. August | Willi Kreikemeyer                  | deutscher SED-Funktionär, Generaldirektor der Reichsbahn, Schlüsselfigur der Fieldaffäre                       | 56    |       |
| 31. August | Matthew Nowicki                    | polnischer Architekt                                                                                           | 40    |       |
| 31. August | S. Sivasankaranarayana Pillai      | indischer Mathematiker                                                                                         |       |       |

## September
| Tag           | Name                                    | Beruf, bekannt als | Alter | Beleg |
| ------------- | --------------------------------------- | --- | ----- | ----- |
| 1. September  | Heinrich Bodmer                         | Schweizer Kunsthistoriker | 65    |       |
| 1. September  | Fritz Goebel                            | deutscher Kinderarzt | 62    |       |
| 1. September  | Fritz Kampers                           | deutscher Schauspieler | 59    |       |
| 1. September  | Karl Eduard Sööt                        | estnischer Lyriker | 87    |       |
| 1. September  | Franz Walcher                           | österreichischer Politiker (SPÖ), Abgeordneter zum Nationalrat                                                                               | 52    |       |
| 2. September  | Anton Apold                             | österreichischer Hütteningenieur | 73    |       |
| 2. September  | Edward H. Moore                         | US-amerikanischer Politiker | 78    |       |
| 3. September  | Raoul Montandon                         | Schweizer Parapsychologe | 72    |       |
| 3. September  | Gaétan Pasotti                          | italienischer römisch-katholischer Bischof, Salesianer Don Boscos, Missionar                                                                 | 60    |       |
| 3. September  | Traian Vuia                             | rumänischer Luftfahrtpionier | 78    |       |
| 4. September  | Max Davidson                            | US-amerikanischer Filmschauspieler | 75    |       |
| 4. September  | Pieter Franciscus Dierckx               | belgischer Maler | 79    |       |
| 4. September  | Hans Schwegerle                         | deutscher Bildhauer und Medailleur | 68    |       |
| 4. September  | Emmerich Zederbauer                     | österreichischer Botaniker | 72    |       |
| 5. September  | Georg von Alten                         | deutscher Generalmajor im Zweiten Weltkrieg                                                                                                  | 74    |       |
| 5. September  | Erdmann-Michael Hinz                    | deutscher Bildhauer | 17    |       |
| 5. September  | Al Killian                              | US-amerikanischer Trompeter des Swing und Jump-Blues                                                                                         | 33    |       |
| 5. September  | Fritz Steuri                            | Schweizer Bergführer und Skisportler | 71    |       |
| 6. September  | Henry T. Bannon                         | US-amerikanischer Politiker | 83    |       |
| 6. September  | Marie Elise Kayser                      | deutsche Kinderärztin; Begründerin der Frauenmilchsammelstellen in Deutschland                                                               | 64    |       |
| 6. September  | Olaf Stapledon                          | britischer Science-Fiction-Schriftsteller | 64    |       |
| 7. September  | Ernst Glässel                           | deutscher Reedereidirektor | 72    |       |
| 8. September  | Karl Goetz                              | deutscher Medailleur | 75    |       |
| 8. September  | Victor Hémery                           | französischer Automobilrennfahrer | 73    |       |
| 8. September  | Hanka Ordonówna                         | polnische Chansonsängerin, Tänzerin und Schauspielerin                                                                                       | 47    |       |
| 10. September | Annie Montague Alexander                | US-amerikanische Philanthropin und paläontologische Sammlerin                                                                                | 82    |       |
| 10. September | Alfred Larsen                           | norwegischer Segler | 86    |       |
| 10. September | Raymond Sommer                          | französischer Autorennfahrer | 44    |       |
| 10. September | Piet Valkenburg                         | niederländischer Fußballspieler | 61    |       |
| 11. September | Elias zu Erbach-Fürstenau               | Landtagsabgeordneter Großherzogtum Hessen | 83    |       |
| 11. September | Hans Robertson                          | deutscher Fotograf | 67    |       |
| 11. September | Jan Christiaan Smuts                    | südafrikanischer Staatsmann und General | 80    |       |
| 12. September | Kurt Oxenius                            | deutscher Kinderarzt und Schriftsteller | 69    |       |
| 12. September | René de Saint-Périer                    | französischer Prähistoriker und Lokalhistoriker                                                                                              | 73    |       |
| 13. September | Sara Allgood                            | US-amerikanische Schauspielerin irischer Herkunft                                                                                            | 70    |       |
| 13. September | A. Roland Fields                        | US-amerikanischer Szenenbildner | 50    |       |
| 13. September | Fritz Freymüller                        | deutscher Architekt, Stadtplaner und Baubeamter                                                                                              | 68    |       |
| 13. September | József Jáky                             | ungarischer Ingenieur für Grundbau und Bodenmechanik                                                                                         | 57    |       |
| 13. September | Käthe Mahr-Köster                       | deutsche Malerin | 64    |       |
| 13. September | Edward C. Turner                        | US-amerikanischer Jurist und Politiker (Republikanische Partei)                                                                              | 78    |       |
| 14. September | Erich Blunck                            | deutscher Architekt, Denkmalpfleger und Hochschullehrer                                                                                      | 78    |       |
| 14. September | Albert Cuntze                           | deutscher Verwaltungsjurist | 80    |       |
| 14. September | Marius Eriksen                          | norwegischer Turner | 63    |       |
| 14. September | Henry Homburger                         | amerikanischer Bobsportler und Bauingenieur                                                                                                  | 47    |       |
| 14. September | Alexander Livingstone                   | schottischer Politiker |       |       |
| 15. September | Dol Dauber                              | österreichischer Violinist, Komponist und Orchesterleiter                                                                                    | 56    |       |
| 15. September | Jaakko Jouppila                         | finnischer Kugelstoßer | 26    |       |
| 15. September | Nikolai Alexandrowitsch Maschkin        | sowjetischer Althistoriker | 50    |       |
| 15. September | Vojtěch Říhovský                        | tschechischer Musiker und Komponist | 79    |       |
| 15. September | Eugen Rückle                            | deutscher Architekt und Stadtbaudirektor | 74    |       |
| 16. September | Hugo Bach                               | deutscher Richter und Ministerialbeamter | 78    |       |
| 16. September | Martin Sennett Conner                   | US-amerikanischer Politiker | 59    |       |
| 16. September | Pedro de Cordoba                        | US-amerikanischer Schauspieler | 68    |       |
| 16. September | Robert Gradmann                         | deutscher Pfarrer, Geograph, Botaniker und Landeskundler                                                                                     | 85    |       |
| 17. September | Ernst Gotthilf                          | österreichischer Architekt | 84    |       |
| 17. September | Robert Kammerzell                       | österreichischer Künstler und Heimatforscher                                                                                                 | 66    |       |
| 17. September | Heinrich Nebelsieck                     | deutscher evangelischer Pfarrer und Superintendent                                                                                           | 89    |       |
| 17. September | Walter Oettinghaus                      | deutscher Politiker (SPD, USPD), MdR und Gewerkschafter                                                                                      | 67    |       |
| 17. September | Wiktor Alexandrowitsch Wesnin           | russisch-sowjetischer Architekt und Hochschullehrer                                                                                          | 68    |       |
| 17. September | Eilhard Wiedemann                       | deutscher Forstwissenschaftler | 59    |       |
| 17. September | Fritz Zimmer                            | deutscher Künstler | 75    |       |
| 18. September | Heinrich Breiden                        | deutscher Flötist und Kammermusiker | 57    |       |
| 18. September | Alcide Giuseppe Marina                  | italienischer Ordensgeistlicher, römisch-katholischer Erzbischof und Diplomat des Heiligen Stuhls                                            | 63    |       |
| 19. September | Harry P. Guy                            | US-amerikanischer Komponist und Pianist | 80    |       |
| 19. September | Leonhard Miksch                         | deutscher Wirtschaftswissenschaftler und Hochschullehrer                                                                                     | 49    |       |
| 19. September | August Sauthoff                         | US-amerikanischer Arzt und Psychiater | 74    |       |
| 20. September | Melchior Dürst                          | Schweizer Lehrer, Theatergründer, Regisseur und Bühnenautor                                                                                  | 64    |       |
| 20. September | Joseph Dommers Vehling                  | deutsch-US-amerikanischer Koch, Autor und Kochhistoriker                                                                                     | 71    |       |
| 21. September | Ethel Tawse Jollie                      | rhodesische Schriftstellerin, politische Aktivistin; erste Abgeordnete in den britischen Überseegebieten und auf dem afrikanischen Kontinent | 76    |       |
| 21. September | Anton Kippenberg                        | deutscher Verleger | 76    |       |
| 21. September | Edward Arthur Milne                     | englischer Mathematiker und Astrophysiker | 54    |       |
| 22. September | Hans von Brandenstein                   | deutscher Offizier, Generalleutnant der Reichswehr                                                                                           | 80    |       |
| 22. September | Ralph Lawrence Carr                     | US-amerikanischer Politiker | 62    |       |
| 22. September | Alexander Nikolajewitsch Dinnik         | sowjetisch-ukrainischer Ingenieurwissenschaftler für Mechanik                                                                                | 74    |       |
| 22. September | Merritt Lyndon Fernald                  | US-amerikanischer Botaniker | 76    |       |
| 22. September | Duncan McPhee                           | britischer Leichtathlet | 57    |       |
| 22. September | Friedrich Veiel                         | deutscher evangelisch-pietistischer Prediger, Inspektor und Leiter der Pilgermission St. Chrischona                                          | 84    |       |
| 23. September | Walther Jung                            | Schauspieler | 60    |       |
| 23. September | William W. Link                         | US-amerikanischer Politiker | 66    |       |
| 23. September | Viktor Schütze                          | deutscher Marineoffizier sowie U-Boot-Kommandant im Zweiten Weltkrieg                                                                        | 44    |       |
| 24. September | Wally Armstrong                         | englischer Fußballspieler | 44    |       |
| 24. September | Rudolf Grashey                          | deutscher Röntgenologe und Arzt | 74    |       |
| 24. September | Viktoria von Hessen-Darmstadt           | Prinzessin von Hessen-Darmstadt | 87    |       |
| 24. September | Humphrey Jennings                       | britischer Dokumentarfilmer | 43    |       |
| 25. September | Ewald Dahlskog                          | schwedischer Künstler, Kunsthandwerker, Designer und Industriegestalter                                                                      | 56    |       |
| 25. September | Burchard Fritsch                        | deutscher Gold- und Silberarbeiter und Politiker (SPD)                                                                                       | 67    |       |
| 25. September | Alexei Iwanowitsch Nekrassow            | russischer Kunsthistoriker und Hochschullehrer                                                                                               | 65    |       |
| 25. September | Alexander Jakowlewitsch Tairow          | russisch-sowjetischer Regisseur und Theatertheoretiker                                                                                       | 65    |       |
| 25. September | Anton Walter                            | österreichischer Cellist | 67    |       |
| 25. September | George Kingsley Zipf                    | US-amerikanischer Linguist | 48    |       |
| 26. September | Elimar von Cranach                      | deutscher Generalmajor | 78    |       |
| 26. September | Komakichi Nohara                        | japanisch-deutscher Schriftsteller | 51    |       |
| 26. September | Julie Reisinger                         | deutsche Reformpädagogin, Lehrerin und Landheimleiterin                                                                                      | 72    |       |
| 26. September | Pierre Roy                              | französischer Maler | 70    |       |
| 26. September | Ferdinand Wessels                       | deutscher Politiker (SPD), MdL | 50    |       |
| 27. September | Emmy Gotzmann                           | deutsche Malerin des Nachimpressionismus | 69    |       |
| 27. September | William Huch                            | deutscher Schauspieler | 92    |       |
| 27. September | Emil Schardon                           | deutscher Arzt, Ritter des Militär-Sanitäts-Ordens                                                                                           | 63    |       |
| 27. September | Michael Stapfer                         | deutscher Politiker (Zentrum) | 78    |       |
| 27. September | Wilhelm Stumpenhausen                   | deutscher evangelisch-lutherischer Geistlicher und Landessuperintendent                                                                      |       |       |
| 27. September | Maximilian von Waldburg-Wolfegg-Waldsee | deutscher Adliger | 87    |       |
| 28. September | Joë Bousquet                            | französischer Schriftsteller | 53    |       |
| 28. September | Emil Heller                             | Schweizer Politiker (BGB) | 90    |       |
| 28. September | Albert Hoefler                          | luxemburgischer Dichter, Literaturkritiker, Journalist und Romancier                                                                         | 51    |       |
| 28. September | Gottfried Schindler                     | Schweizer Architekt | 80    |       |
| 28. September | Wilhelm Sunder-Plassmann                | deutscher Architekt und Dombaumeister | 84    |       |
| 29. September | Robert Clark                            | britischer Zoologe und Polarforscher | 68    |       |
| 29. September | Abel Hermant                            | französischer Schriftsteller, Journalist und Sprachpurist, Mitglied der Académie française                                                   | 88    |       |
| 29. September | Alfred Meissner                         | tschechoslowakischer Justizminister und Überlebender des Holocaust                                                                           | 79    |       |
| 29. September | Robert F. Rockwell                      | US-amerikanischer Politiker | 64    |       |
| 29. September | Duarte Leite Pereira da Silva           | portugiesischer Historiker, Journalist, Diplomat und Politiker                                                                               | 86    |       |
| 30. September | Hugo Bieber                             | deutscher Literaturwissenschaftler | 67    |       |
| 30. September | Joseph Capgras                          | französischer Psychiater | 77    |       |
| 30. September | František Cejnar                        | tschechoslowakischer Fußballschiedsrichter                                                                                                   | 59    |       |
| 30. September | Friedrich Fehér                         | österreichischer Schauspieler und Filmregisseur                                                                                              | 61    |       |
| 30. September | Viktor Kleiner                          | österreichischer Archivar, Denkmalpfleger und Historiker                                                                                     | 74    |       |
| 30. September | John McInnes                            | australischer Politiker, Sprecher des South Australian House of Assembly                                                                     | 72    |       |
| 30. September | Sidonie Nádherná von Borutín            | böhmische Baronin und Salonière | 64    |       |
| 30. September | Mary Reynolds                           | US-amerikanische Buchbinderin |       |       |
|               | Werner Strub                            | Schweizer Heimatforscher und Lehrer | 62    |       |